# Altamira de Cáceres (Venezuela)
Pour les articles homonymes, voir Altamira de Caceres, Altamira (homonymie) et Cáceres.
Altamira de Cáceres est la capitale de la paroisse civile d'Altamira de Cáceres de la municipalité de Bolívar dans l'État de Barinas au Venezuela.